# Campeonato Mundial de Patinaje Artístico sobre Hielo de 1966
El LVI Campeonato Mundial de Patinaje Artístico se realizó en Davos (Suiza) entre el 22 y el 27 de febrero de 1966 bajo la organización de la Unión Internacional de Patinaje sobre Hielo (ISU) y la Federación Suiza de Patinaje sobre Hielo. 

## Resultados

### Masculino
| Puesto | Nombre           | País           | Puntos |
| ------ | ---------------- | -------------- | ------ |
| Oro    | Emmerich Danzer  | Austria        | 11     |
| Plata  | Wolfgang Schwarz | Austria        | 25     |
| Bronce | Gary Visconti    | Estados Unidos | 28     |

### Femenino
| Puesto | Nombre           | País                          | Puntos |
| ------ | ---------------- | ----------------------------- | ------ |
| Oro    | Peggy Fleming    | Estados Unidos                | 9      |
| Plata  | Gabriele Seyfert | República Democrática Alemana | 22     |
| Bronce | Petra Burka      | Canadá                        | 23     |

### Parejas
| Puesto | Nombre                              | País            | Puntos |
| ------ | ----------------------------------- | --------------- | ------ |
| Oro    | Liudmila Belusova / Oleg Protopopov | Unión Soviética | 13     |
| Plata  | Tatiana Zhuk / Alexandr Gorelik     | Unión Soviética | 14     |
| Bronce | Cynthia Kauffman / Ronald Kauffman  | Estados Unidos  | 30     |

### Danza en hielo
| Puesto | Nombre                         | País           | Puntos |
| ------ | ------------------------------ | -------------- | ------ |
| Oro    | Diane Towler / Bernard Ford    | Reino Unido    | 9      |
| Plata  | Kristin Fortune / Dennis Sveum | Estados Unidos | 17     |
| Bronce | Loma Dyer / John Carrell       | Estados Unidos | 17     |

## Medallero
| Núm. | País                          | Oro | Plata | Bronce | Total |
| ---- | ----------------------------- | --- | ----- | ------ | ----- |
| 1    | Estados Unidos                | 1   | 1     | 3      | 5     |
| 2    | Austria                       | 1   | 1     | 0      | 2     |
| 2    | Unión Soviética               | 1   | 1     | 0      | 2     |
| 4    | Reino Unido                   | 1   | 0     | 0      | 1     |
| 5    | República Democrática Alemana | 0   | 1     | 0      | 1     |
| 6    | Canadá                        | 0   | 0     | 1      | 1     |
|      | TOTAL                         | 4   | 4     | 4      | 12    |

| Predecesor: Estados Unidos 1965 | Campeonato Mundial de Patinaje Artístico sobre Hielo 1966 | Sucesor: Austria 1967 |

- Datos: Q499498